# Ян Коуту
Ян Буено Коуту (порт. Yan Bueno Couto; нар. 3 червня 2002, Куритиба) — бразильський футболіст, правий захисник клубу «Манчестер Сіті». На умовах оренди грає за «Боруссію» (Дортмунд).

## Клубна кар'єра
У дитинстві грав у футзал протягом п'яти років. У віці 10 років став гравцем футбольної академії клубу «Куритиба». У 2018 році підписав свій перший професіональний контракт з клубом до 2020 року.
В 2020 році за 6 мільйонів євро перейшов у «Манчестер Сіті». Так і не зігравши жодного матчу за англійський клуб, 25 вересня він був відданий в оренду до клубу іспанської Сегунди «Жирона», де грав до кінця сезону.
Наступний сезон 2021/22 Коуто провів в оренді за португальській «Бразі», після чого 25 липня 2022 року він повернувся в оренду до «Жирони», яка саме вийшла до Ла Ліги. Провівши там один сезон, 14 липня 2023 року оренда була продовжена ще на рік.
За підсумками грудня 2023 року був названий гравцем місяця в Ла-Лізі віком до 23 років.
3 серпня 2024 року перейшов на умовах оренди до кінця сезону в дортмундську «Боруссію».

## Кар'єра в збірній
З 2018 року виступав у складі збірної Бразилії до 17 років. У її складі 2019 році виграв юнацький чемпіонат світу серед гравців, який пройшов у Бразилії. Був вилучений у матчі проти збірної Нової Зеландії 29 жовтня. У фіналі турніру проти збірної Мексики зробив гольову передачу на Лазара, який забив переможний гол бразильців вже в доданий час.
6 жовтня 2023 року був уперше викликаний до національної збірної Бразилії на відбіркові матчі до чемпіонату світу 2026 року, замінивши у заявці травмованого Вандерсона. 12 листопада дебютував у матчі проти Венесуели, замінивши на 41 хвилині травмованого Даніло.

## Статистика виступів

### Статистика виступів за збірну
Станом на 8 червня 2024 року
| Дата       | Місто           | Господарі | Результат | Гості     | Турнір            | Голи | Примітки |
| ---------- | --------------- | --------- | --------- | --------- | ----------------- | ---- | -------- |
| 12-10-2023 | Куяба           | Бразилія  | 1 – 1     | Венесуела | Відбір до ЧС 2026 | -    | 42'      |
| 17-10-2023 | Монтевідео      | Уругвай   | 2 – 0     | Бразилія  | Відбір до ЧС 2026 | -    | 73'      |
| 26-3-2024  | Мадрид          | Іспанія   | 3 – 3     | Бразилія  | товариський матч  | -    | 46'      |
| 8-6-2024   | Колледж-Стейшен | Мексика   | 2 – 3     | Бразилія  | товариський матч  | -    | 27'      |
| Усього     |                 | Матчів    | 4         |           | Голів             | 0    |          |

## Титули і досягнення

### Командні досягнення
- Чемпіон світу (U-17): 2019

### Особисті досягнення
- Гравець місяця Ла-Ліги (до 23 років): грудень 2023[8]